# 国家社会主義運動

党旗

国家社会主義運動（こっかしゃかいしゅぎうんどう）もしくは国民社会主義運動（略称：NSM または NSM88）は、アメリカ合衆国で最大の勢力を持つ国家社会主義政党である。
Jeff Schoep が現在の指導者で、議長はクリフォード・ヘリントン。

## 歴史
国家社会主義運動は1974年にロバート・ブランニンによって設立された。彼はかつてアメリカ・ナチ党の党員であり、彼の代理人であったクリフォードも同じくアメリカ・ナチ党の党員であった。クリフォードは、ロバートが1983年に脳梗塞で倒れた後に指導者となるが、1994年にハリントンは Jeff Schoep に接触し、国家社会主義運動の指導者となるようにと熱心に説得し、Jeff Schoep が国家社会主義運動の指導者に就任した。
Jeff Schoepは1998年に自殺幇助と強盗の煽動の容疑で逮捕されているが、無罪を主張している。